# التمرد في لاوس
يشير التمرد في لاوس إلى الصراع العسكري المستمر، وإن كان متقطعًا، بين الجيش الشعبي في لاو والجيش الشعبي الفيتنامي الذي عارضه في المقام الأول أعضاء الجيش السري السابق أو شعب الهمونغ بالإضافة إلى العديد من التمردات العرقية الأخرى المنخفضة في لاوس، التي قوبلت بأعمال انتقامية حكومية بسبب دعم ملكية لاو والهونغ للحملات المناهضة للشيوعية بقيادة الولايات المتحدة في لاوس خلال الحرب الأهلية في لاوس؛ وهو امتداد للحرب نفسها. غزا الفيتناميون الشماليون لاوس بين عامي 1958-1959 ودعموا حركة باثيت لاو الشيوعية. استمرت في اليوم التالي لنهاية الحرب الأهلية باستيلاء حركة الباثيت لاو على العاصمة اللاوية فينتيان، التي أطاحت بمملكة لاوس الملكية وشكلت حكومة جديدة تعرف باسم جمهورية لاو الديمقراطية الشعبية.
رغم استنزافها بشدة، فإن بقايا التمرد الملكي في حقبة الثمانينيات والتسعينيات من القرن العشرين، بقيت مستمرة من خلال قوة حرب عصابات تنشط في بعض الأحيان مكونة من عدة آلاف، أو من خلال من خَلَف تلك القوة. في يونيو 2007، ألقي القبض على فانغ باو في الولايات المتحدة من خلال مؤامرة مزعومة للإطاحة بالحكومة الشيوعية اللاوية. أدى اعتقاله إلى نهاية محاولة الإطاحة بحكومة لاوس من قبل متمردي شعب الهمونغ والملكيين واليمينيين.
استمر التمرد اليميني بدعم أجنبي حتى عام 2008 على الأقل، وبالتالي فإن التمرد اللاوسي والهونغي ما يزال إلى حد بعيد الأكثر نشاطًا في الثلاثي التاريخي لما بعد عام 1975 للمتمردين المعروف باسم الهمونج ولاوسي ولاو الملكي؛ في المنفى ضد باثيت لاو، والجيش الشعبي الفيتنامي الذي تعود أصوله إلى الحرب العالمية الثانية. تجاوز وقت استمرار التمرد في لاوس الحرب العالمية الثانية السابقة، حرب الهند الصينية الأولى، الحرب الأهلية في لاوس، وكذلك التيار فترة الحرب الباردة بين فيتنام وكمبوديا مجتمعة.

## تاريخ التمرد

### خلفية تاريخية
يجمع فيتنام ولاوس ماضٍ معقد. بعد غزو فيتنام وتدمير لاوس خلال الحرب الفيتنامية-اللاوسية، لم يتدخل الفيتناميون في لاوس لأكثر من 200 عام. ومع ذلك، ازداد النفوذ الفيتنامي بشكل جذري منذ الغزو، ولعب دورًا رئيسيًا في استيعاب لاوس في السياسة الخارجية الفيتنامية. لم يتطرق أحد إلى شعب الهمونج في ذلك الوقت، وكانوا في ذلك الوقت حياديين تجاه الفيتناميين واللاويين. حافظ الهمونغ على درجة من الاستقلالية فيما يتعلق بالحكومة الإمبراطورية الفيتنامية، وفي الوقت نفسه أظهر الهمونغ دورهم في تطوير لاوس في أعقاب الحرب الكارثية في عام 1470 مع فيتنام. لذلك، بينما واصلت فيتنام التدخل في شؤون لاوس، تُرك الهمونغ وشأنهم حتى الغزو الفرنسي. كان الحكم الفرنسي هو الذي شهد تحول الهمونغ في الغالبية إلى المسيحية، رغم أن قطاعات كبيرة بقيت بوذية، وتحالفت مع الفرنسيين مع الحفاظ على ارتباطها مع لاوس. وهذا من شأنه أن يمهد للصراع المستقبلي بين فيتنام والشيوعيين اللاوسيين والمتمردين اللاوسيين.

### تمرد الهمونغ في لاوس
نشأ الصراع عن ثلاثة أحداث قبل استقلال لاوس: محاولة انقلاب فاشلة قام بها الأمير الأحمر سوفانوفونغ، ومساعدة الهمونغ للفرنسيين في شينغ خونغ ضد القوات اللاوية والفيتنامية، ومنح الفرنسيون حقوق الهمونغ في لاوس على قدم المساواة مع اللاويين.
في عام 1946، مع نهاية الاحتلال الياباني، شكل الأمير سوفانوفونغ وإخوانه غير الأشقاء الأمير سوفانا فوما والأمير فيتساراث حكومتين مستقلتين، وأطاحوا لفترة وجيزة بملك لاوس سيسافانغ فونغ الذي أراد إعادة البلاد إلى حكم فرنسا الإمبراطورية. كان شعب الهمونغ، منذ أكثر من نصف قرن، متحالفًا بشكل وثيق مع الفرنسيين، الذين عاملوهم على قدم المساواة مع شعب لاو. نُصِّب توبي ليفونغ، وهو زعيم هام من جماعة الهمونغ من قبل الإدارة الفرنسية لقيادة قوة فرنسية لاوية وهونغية مجتمعة لتحرير قرية شينغ خونغ من قوة شيوعية مكونة من اللاوسيين والفيتناميين وإنقاذ الممثلين الفرنسيين في القرية. كان هذا الإجراء جزءًا من حرب الهندوصينية الأولى.
عندما انسحب الفرنسيون من الهند الصينية بعد وقت قصير من هزيمتهم في معركة ديان بيان فو، ازدادت مشاركة الأمريكيين في لاوس بسبب تهديد المتمردين الشيوعيين في الهند الصينية. رأى الأمريكيون لاوس كحجر في نظرية الدومينو التي وضعوها. تحت قيادة الجنرال فانغ باو، منعت قوات الهمونغ بدعم أميركي حركة باثيت لاو ومؤيديها الفيتناميين من إسقاط مملكة لاوس. أنقذوا أيضًا الطيارين الأمريكيين الذين أسقِطوا، وساعدوا الولايات المتحدة من قاعدتهم في المدينة السرية في لونغ تينغ لتنسيق مهمات القصف فوق فيتنام ولاوس.
بحلول عام 1975، مع انهيار الجنوب في حرب فيتنام وفقدان الدعم الأمريكي، تمكنت حركة باثيت لاو من السيطرة على الحكومة. تعرض شعب الهمونغ، وخاصة أولئك الذين شاركوا في الصراع العسكري، للانتقام.
من بين الهمونغ الذين بقوا في لاوس، أرسِل أكثر من 30 ألف إلى معسكرات إعادة التعليم كسجناء سياسيين حيث قضوا فترات غير محددة، وأحيانًا مدى الحياة. مات الكثير من الناس بسبب العمل الصعب والظروف القاهرة. هرب الآلاف من الهمونغ، معظمهم من الجنود السابقين وعائلاتهم، إلى المناطق الجبلية النائية؛ لا سيما خاصة فو بيا، أعلى قمة جبلية (وبالتالي الأصعب في الوصول إليها) في لاوس. في البداية، شنت هذه الجماعات المنظمة بشكل متقطع هجمات ضد حركة باثيت لاو والقوات الفيتنامية. بقي الآخرون مختبئين لتجنب الصراع. أدت النجاحات العسكرية الأولية التي حققتها هذه العصابات الصغيرة إلى هجمات عسكرية مضادة من قبل القوات الحكومية، بما في ذلك القصف الجوي والمدفعية الثقيلة، إضافةً لاستخدام سلاح مبيد الأعشاب والأسلحة الكيميائية.
يعيش معظم شعب الهمونغ حاليًا في لاوس بسلام في القرى والمدن، لكن مجموعات صغيرة من الهمونغ، وكثير منهم من الجيل الثاني أو الثالث من أحفاد جنود وكالة المخابرات المركزية السابقين، ما يزالون مشردين داخليًا في أجزاء نائية من لاوس، خوفًا من الانتقام الحكومي. حتى عام 2003، كانت هناك تقارير عن هجمات متفرقة من قبل هذه الجماعات، لكن الصحفيين الذين زاروا معسكراتهم السرية في الآونة الأخيرة وصفوهم بأنهم جائعون ومرضى ويفتقرون إلى أسلحة تتجاوز بنادق حرب فيتنام. رغم عدم وجود أي تهديد عسكري، واصلت حكومة لاو وصف هؤلاء الأشخاص بأنهم قطاع طرق وتواصل مهاجمة مواقعهم، باستخدام الاغتصاب كسلاح وغالبًا ما تقتل وتجرح النساء والأطفال. يُقتل الناس بينما يجمعون الطعام من الغابة، لأن أي تسوية دائمة مستحيلة.
في مواجهة العمليات العسكرية المستمرة ضدهم من قبل الحكومة وندرة الطعام، بدأت بعض الجماعات في الخروج من مخبئها، في حين طلبت مجموعات أخرى اللجوء في تايلاند وبلدان أخرى. في ديسمبر 2009، أعيدت مجموعة من 4500 لاجئ قسرًا إلى لاوس من مخيمات في تايلاند رغم اعتراضات الأمم المتحدة والولايات المتحدة.
فر بعض الهمونغ إلى كاليفورنيا في الولايات المتحدة بعد انسحاب الجيش الأمريكي من فيتنام ولاوس، منهيًا حروبه في الهند الصينية. في يونيو 2005 كجزء من عملية النسر المشوه كشف مكتب التحقيقات الفدرالي الأمريكي ومسؤولي مكافحة الإرهاب عن مؤامرة لقتل الآلاف من الناس والإطاحة بعنف بحكومة لاوس. شملت المؤامرة المزعومة عناصر سابقين من قوات الصاعقة الأمريكية وأعضاء سابقين في القبعات الخضراء ومرتزقة آخرين. قال بوب تويس مساعد المدعي العام الأمريكي إن المتآمرين اتهموا بمحاولة استخدام بنادق، وصواريخ أرض جو ستينغر إف آي إم 92، وصواريخ مضادة للدبابات وأسلحة وذخائر أخرى هُربت من الولايات المتحدة عبر تايلاند لتحويل المباني الحكومية في فينتيان إلى ركام.
ورد أن العميد هاريسون أولريش جاك، وهو ضابط متقاعد من الحرس الوطني في كاليفورنيا، أنه خدم في عمليات سرية خلال حرب فيتنام (في لاوس بالتنسيق مع الهمونغ والمجموعات القبلية الأخرى) والجنرال السابق فانغ باو عُينوا كقادة محتملين لمؤامرة الانقلاب المزعومة. وفقًا لما ورد، بنى فانغ باو شبكة قوية من الاتصالات داخل الحكومة الأمريكية ودوائر الشركات المتعاطفة مع قضيته. تكهن البعض بأن الحكومة الجديدة المقترحة ستكون أكثر قبولًا للأعمال التجارية الأجنبية الكبيرة وقد تؤدي أيضًا إلى انفجار تجارة المخدرات كما كان الحال في أفغانستان.
جادل محامي المتهمين بأن القضية المرفوعة ضد جميع موكليهم كانت زائفة في أفضل الأحوال. وقال مارك ريشيل، أحد محامي الدفاع المشاركين في القضية: «لا يمكن المضي في القضية لأن العملية كانت فاسدة بسبب سوء سلوك الحكومة بحيث لا يمكن أن تكون هناك أي ثقة في صحة التهمة. بينما يحاول الادعاء تصوير المؤامرة على أنها خطة عسكرية خطيرة ومعقدة، لا يمكن لهذا الادعاء دحض الأدلة الضخمة التي تثبت خلاف ذلك؛ من إبلاغ العميل للمتآمرين المزعومين أنهم سيحتاجون إلى خطة عملياتية؛ إلى تقديمه خريطة للمنطقة عندما لم يتمكنوا من الحصول على خريطة مفيدة؛ إلى شرحه ما هو نظام تحديد المواقع العالمي (بما في ذلك أنه يتطلب بطاريات لتشغيله)؛ إلى ما يُزعم بعدم قدرة المتآمرين على تمويل العملية».
في 18 سبتمبر 2009، أسقطت الحكومة الفيدرالية جميع التهم الموجهة ضد فانغ باو، معلنةً في بيان أن استمرار ملاحقة هذا المدعى عليه لم يعد مبررًا، وأنه سُمح للحكومة الفيدرالية بالنظر في العقوبة المحتملة أو العواقب الأخرى إذا أدين الشخص.